# Jean Albert Gaudry
Jean Albert Gaudry (16 de septiembre de 1827 - 27 de noviembre de 1908) fue un geólogo y paleontólogo francés. Estudió geografía y paleontología en el colegio Stanislas. A los 25 años de edad, viajó a diversos lugares para explorar y desarrollar sus conocimientos sobre ambas materias. Destacan sus viajes a Grecia y a la isla de Chipre. Se dedicó a estudiar fósiles de animales vertebrados y mamíferos.
En Chipre publicó un informe de todo lo que había averiguado en cuanto a la geografía y la paleontología de esa isla.
En 1882 fue elegido para la Academia de Ciencias y en 1890 presidió el octavo Congreso de Geología, en París. En 1884 recibió la medalla Wollaston de la Geological Society of London.
Falleció el 27 de noviembre de 1908, en París.

## Publicaciones
- Animaux fossiles et géologie de l'Attique (2 vols., 1862-1867)
- Cours de paléontologie (1873)
- Animaux fossiles de Mont Leboron (1873)
- Les Enchainements du monde animal dans les termes géologiques (Mammifères Tertiaires, 1878 ; *Fossiles primaires, 1883; Fossiles secondaires, 1890)
- Essai de paléontologie philosophique (1896)

- Datos: Q972830
- Multimedia: Jean Albert Gaudry / Q972830
- Especies: Jean Albert Gaudry